# Фторид урану(VI)
Фтори́д ура́ну(VI) (інші назви — гексафторид урану, шестифтористий уран) — бінарне з'єднання урану зі фтором, прозорі леткі світло-сірі кристали. Зв'язок уран-фтор у ньому має ковалентний характер. Має молекулярну кристалічну ґратку. Дуже отруйний.
Єдина сполука урану, що переходить у газоподібний стан за відносно низької температури, тому широко використовується в збагаченні урану — розділенні ізотопів 235U і 238U одному з основних етапів виробництва палива для ядерних реакторів і збройового урану.

## Фізичні властивості

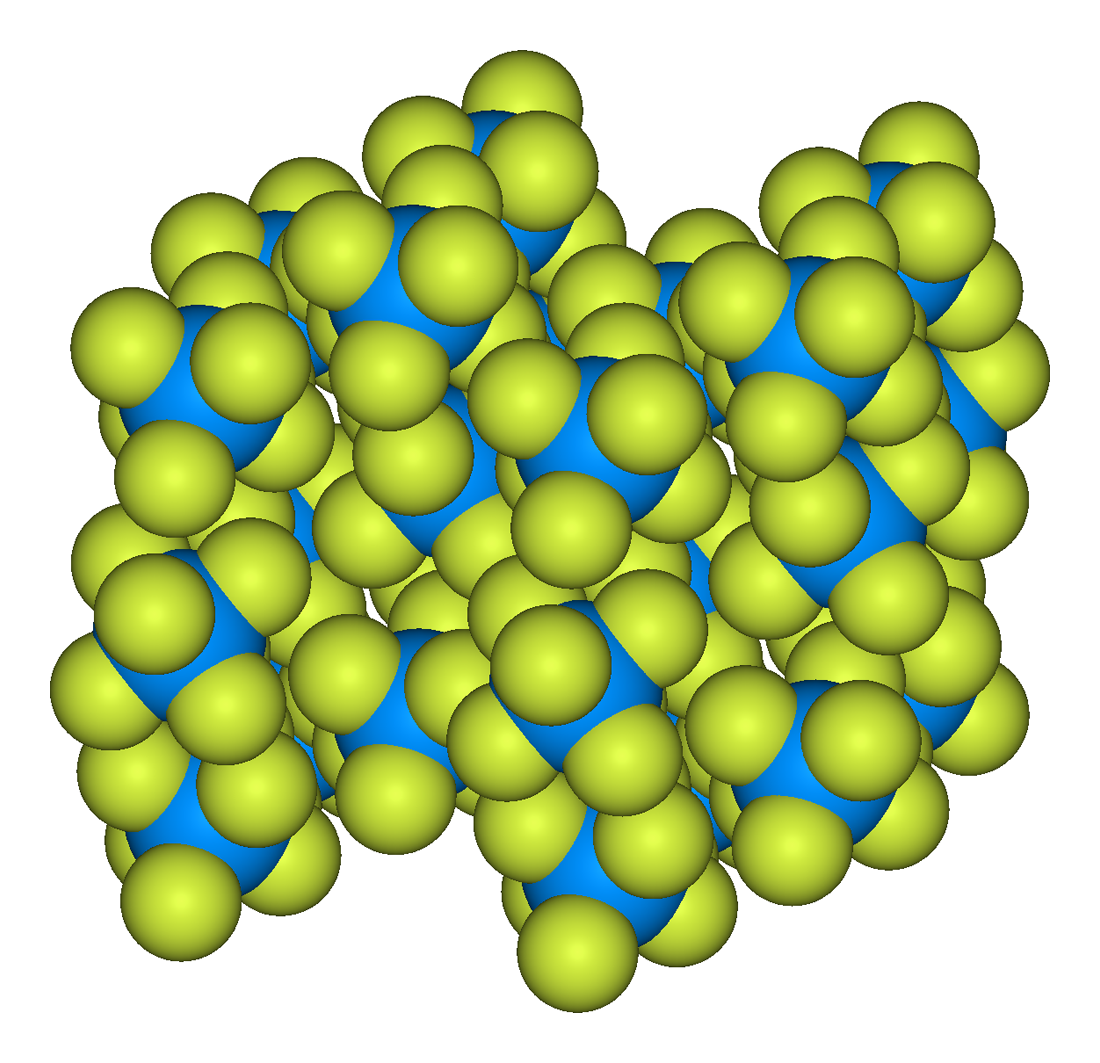
Кристалічна структура

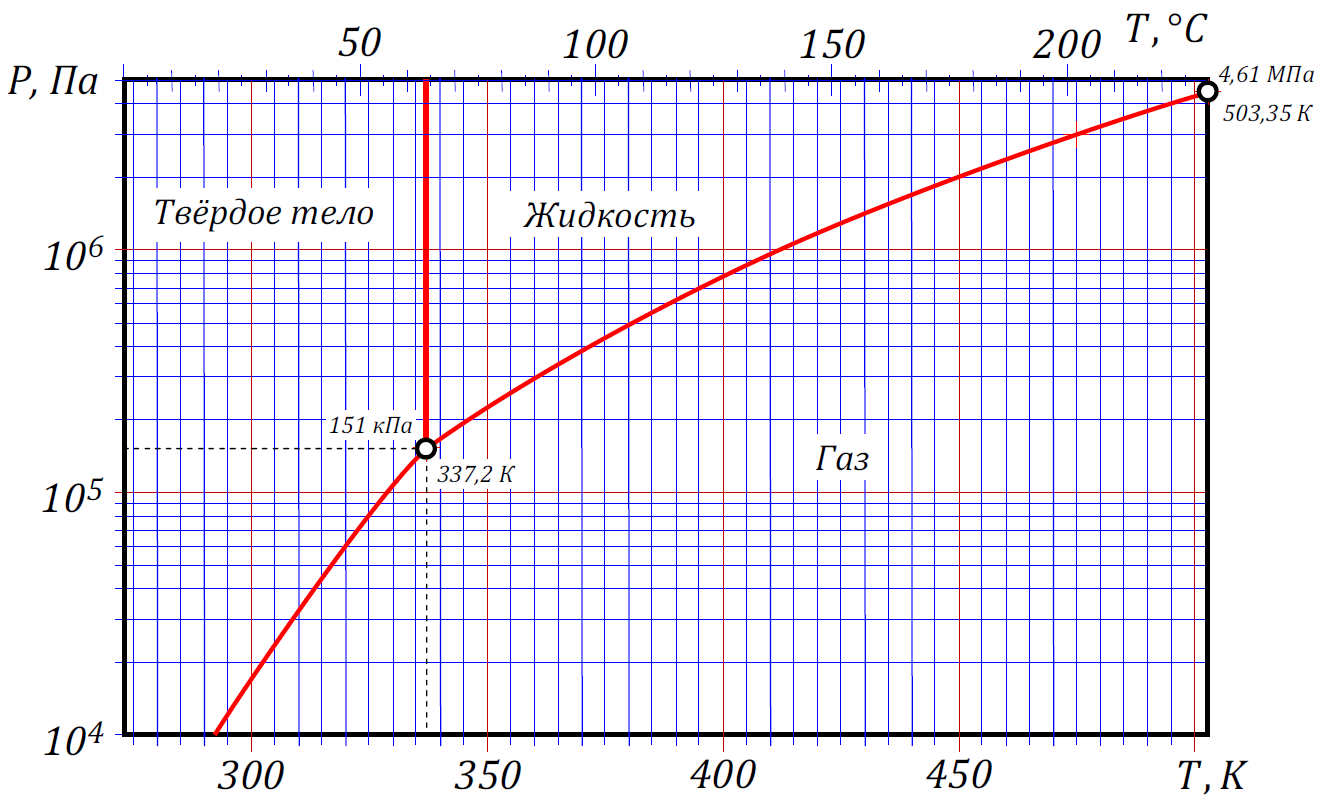
Фазова діаграма UF_{6}

За нормальних умов гексафторид урану — світло-сірі або прозорі леткі кристали з густиною 5,09 г/см³. За атмосферного тиску сублімується при нагріванні до 56,4 °C, проте за незначного збільшення тиску (наприклад, при нагріванні в запаяній ампулі) може перейти в рідину. Критична температура 230,2 °C, критичний тиск 4,61 МПа.
Гексафторид урану радіоактивний, внесок у його радіоактивність роблять усі три природні ізотопи урану (234U, 235U і 238U). Питома активність гексафториду урану з природним вмістом ізотопів урану (не збідненого і не збагаченого) становить 1,7×104 Бк/г. Питома активність збідненого (тобто зі зменшеним вмістом 235U) гексафториду урану дещо нижча, високозбагаченого за ізотопом уран-235 може бути навіть на два порядки вищою і залежить від ступеня збагачення ураном-235.
Величини радіоактивності стосуються до свіжоприготовленої речовини, в якій відсутні всі дочірні нукліди уранового ряду, крім урану-234. З часом, через приблизно 150 днів після отримання сполуки, в гексафториді урану накопичуються дочірні ізотопи і відновлюється природна радіоактивна рівновага за концентрацією недовговічних дочірніх нуклідів 234Th і 231Th (продуктів альфа-розпаду 238U і 235U, відповідно); в результаті питома активність «старого» гексафториду урану з початковим природним вмістом ізотопів збільшується до 4,0×104 Бк/г.
Густину пари гексафториду урану у великому діапазоні тисків та температур можна виразити формулою:
{\displaystyle \rho ={4,291}\cdot 10^{-2}\cdot {\frac {P}{T}}+{1,2328}\cdot 10^{4}\cdot {\frac {P}{T^{3}}},}
де {\displaystyle \rho } — густина пари, кг/л;
{\displaystyle P} — тиск (кПа);
{\displaystyle T} — абсолютна температура (К).
Тиск пари {\displaystyle P} (мм. рт. ст.) за температури {\displaystyle t} (°C) можна знайти за такими емпіричними формулами :122.
Для діапазону температур 0–64 °C (над твердою речовиною, точність 0,05 %):
{\displaystyle \lg P=6,38363+0,0075377~t-{\frac {942,76}{t+183,416}}.}
Для діапазону температур 64…116 °C (над рідиною, точність 0,03 %):
{\displaystyle \lg P=6,99464-{\frac {1126,296}{t+221,963}}.}
Для діапазону температур 116…230 °C (над рідиною, точність 0,3 %):
{\displaystyle \lg P=7,69069-{\frac {1683,165}{t+302,148}}.}

## Хімічні властивості
Бурхливо реагує з водою та при нагріванні з органічними розчинниками; за звичайних умов розчиняється в органічних розчинниках.
Взаємодіючи з водою, утворює фторид уранілу і фтороводень:
{\displaystyle {\mathsf {UF_{6}+2H_{2}O\rightarrow UO_{2}F_{2}+4HF\uparrow }}}
Сильний окисник. У рідкому вигляді реагує з багатьма органічними речовинами з вибухом, тому в апаратах, заповнюваних гексафторидом урану, не можна використовувати звичайних вуглеводневих мастил, герметизувальних замазок та ущільнювачів.
Не реагує з повністю фторованими вуглеводнями, такими як тефлон або перфторалкани. Не взаємодіє за нормальних умов з киснем і азотом, а також зі сухим повітрям, проте реагує з водяною парою, що міститься у вологому повітрі. За відсутності пари і слідів води не викликає суттєвої корозії алюмінію, міді, нікелю, монель-металу, алюмінієвої бронзи.
Може бути використаний як фторувальний реагент у виробництві фторорганічних сполук. При фторуванні органічних сполук гексафторид зазвичай відновлюється до тетрафториду урану. Процес фторування гексафторидом урану йде з виділенням великої кількості тепла.
Фторування ненасичених органічних сполук супроводжується приєднанням фтору подвійним зв'язком. Так, з гексафторпропілену утворюється октафторпропан:
{\displaystyle {\mathsf {CF_{3}{\text{-}}CF{\text{=}}CF_{2}+UF_{6}\rightarrow CF_{3}{\text{-}}CF_{2}{\text{-}}CF_{3}+UF_{4}}}} + 424,7 кДж/моль.
Зі фтористого вініліденфториду утворюється 1,1,1,2-тетрафторетан:
{\displaystyle {\mathsf {CF_{2}{\text{=}}CH_{2}+UF_{6}\rightarrow CF_{3}{\text{-}}CH_{2}F+UF_{4}}}} + 344,6 кДж/моль.
Фторування трихлоретилену супроводжується утворенням 1,2-дифтор-1,1,2-трихлоретану:
Фторування граничних органічних сполук фторидом урану(VI) супроводжується заміщенням одного або декількох атомів водню у початковому з'єднанні на фтор :
{\displaystyle {\mathsf {CF_{3}{\text{-}}CH_{3}+UF_{6}\rightarrow CF_{3}{\text{-}}CH_{2}F+UF_{4}+HF\uparrow }}} + 219,1 кДж/моль.

## Отримання
1. У російському ядерно-паливному циклі: отримується взаємодією сполук урану (наприклад тетрафториду UF4, оксидів) із F2 (у промисловості реакцію проводять у полум'ї суміші H2 і F2) або деякими іншими фторувальними агентами, а потім очищають ректифікацією або центрифугуванням.
2. В американському ядерно-паливному циклі: перероблені в U3O8 («закис-окис урану» або «жовтий кек») урановмісні руди розчиняють у нітратній кислоті, отримуючи розчин уранілнітрату UO2(NO3)2. Чистий нітрат уранілу добувають за допомогою рідинної екстракції (наприклад ТБФ[en] або Д2ЕГФК), а потім, під впливом аміаку, виходить діуранат амонію[ru]. Відновлення воднем дає діоксид урану UO2, який потім за допомогою флуоридної кислоти HF, перетворюється на тетрафторид урану UF4. Окислення фтором дає UF6.

## Застосування

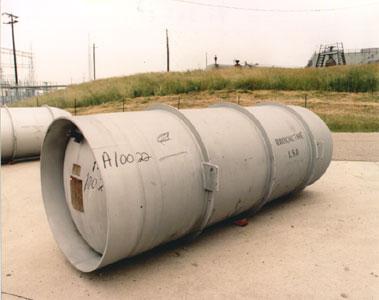
Контейнер із UF _{6}

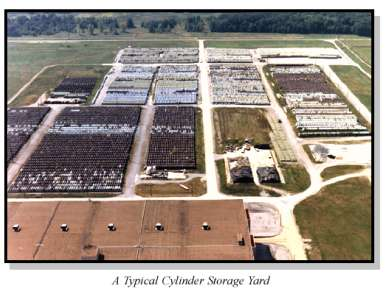
Майданчик для зберігання гексафториду урану в США

Застосовується при розділенні ізотопів 235U і 238U методами газової дифузії або центрифугування для забезпечення речовиною, що ділиться, різних ядерних технологій. При цьому утворюється значна кількість залишків, що не використовуються (збіднених на уран-235), які зазвичай зберігають у контейнерах у вигляді гексафториду урану. Нині на майданчиках при збагачувальних заводах накопичено величезну кількість гексафториду урану. Станом на 2010 рік у світі накопичено близько 2 млн тонн.
Збіднений гексафторид урану використовують для фторування органічних сполук. Отримані з використанням гексафториду урану як фторувального агенту октафторпропан (C3F8, хладон-218, R-218, FC-218) і 1,1,1,2-тетрафторетан (CF3-CFH 2, хладон-134a, R-134, HFC-134a) є альтернативою озоноруйнівним холодоагентам. Озоноруйнівний потенціал дорівнює нулю. 1,2-дифтортрихлоретан (CFCl2CFClH, хладон-122а, R-122a, HCFC-122a) є альтернатиою озоноруйнівним фторхлорвуглецевим розчинникам. Його можна застосувати як розчинник, екстрагент, спінювальний агент при виробництві полімерних виробів, анестетик для тварин.

### Запаси та утилізація
На кінець 2010-х років унаслідок ізотопного збагачення урану в світі накопичено близько 1,5-2 млн тонн збідненого урану, щорічно додається ще 40-60 тис. тонн. Більшість цього обсягу зберігається у вигляді збідненого гексафториду урану (ЗГФУ) в спеціальних сталевих ємностях. У міру вдосконалення технологій ізотопного збагачення старі запаси ЗГФУ інколи дозбагачують. Однак тривале зберігання такої великої кількості хімічно небезпечних речовин небажане, тому існують технології конверсії гексафториду урану в безпечніші форми, наприклад, оксиди урану або тетрафторид урану UF4.
Відомі проєкти хімічної переробки гексафториду у Франції, США, Росії, Великій Британії. Продуктивність підприємств конверсії ЗГФУ, що діють на 2018 рік, — понад 60 тис. тонн на рік у перерахунку на уран. У Франції конверсія ведеться від 1980-х років, на 2018 потужність — 20 тис. тонн на рік. У 2000-х роках дві установки потужністю 18 тис. і 13,5 тис. тонн на рік введено в дію в США. У Великій Британії будують установку потужністю 7 тис. тонн. У Росії першу промислову установку за французькою технологією введено в дію 2009 року на електрохімічному заводі в Красноярському краї. 2010 року там уведено в дію установку відновлення ЗГФУ в низькотемпературній плазмі за російською технологією. Потужність цих двох установок — близько 10 тис. тонн на рік.
Всі ці установки отримують закис-окис урану та фтороводень. Також на ангарському хімкомбінаті розробляють дослідно-демонстраційну установку «Кедр» потужністю 2 тис. тонн на рік із отриманням тетрафториду урану за технологією відновлення ЗГФУ у водневому полум'ї.

## Небезпека

### Біологічна небезпека
У Росії — клас небезпеки 1, максимальна разова ГДК в повітрі робочої зони — 0,015 мг/м³ (1998 рік). У США граничний пороговий рівень одноразового впливу згідно з ACGIH — 0,6 мг/м³ (1995).
Надзвичайно їдка речовина, що роз'їдає будь-яку живу органіку з утворенням хімічних опіків. При контакті рекомендується промивання великою кількістю води. Вплив пари та аерозолів викликає набряк легень. Всмоктується в організм через легені чи шлунково-кишковий тракт. Дуже токсичний, викликає тяжкі отруєння. Має кумулятивний ефект з ураженням печінки та нирок.
Уран слаборадіоактивний. Забруднення довкілля сполуками урану створює ризик радіаційних аварій.
За нормальних умов — тверда речовина, що швидко випаровується. Парціальний тиск пари — 14 кПа. Навколо твердої речовини швидко утворюється небезпечна концентрація пари.

### Хімічна небезпека
Бурхливо реагує з водою, зокрема з атмосферною вологою, з утворенням UO2F2 (фторид уранілу) та фтороводню HF.
Речовина є сильним окисником. Добре реагує з органічними речовинами. Повільно реагує з багатьма металами, утворюючи фториди металів. Агресивний до гуми та багатьох пластиків. Реагує з ароматичними сполуками типу бензолу та толуолу.

### Пожежна небезпека
Не горючий, але при нагріванні (зокрема у вогні) виділяє їдку токсичну пару. Під час гасіння пожежі забороняється застосування води. Допускається застосування порошкових та вуглекислотних засобів гасіння.